# موتور شهدوست بامري
موتور شهدوست بامري (بالإنجليزية: Mowtowr-e Shahdust Bamri)‏ هي منطقة سكنية تقع في سيستان وبلوتشستان في إيران.